# Guernica bombázása

Az 1937-es baszkföldi hadjárat

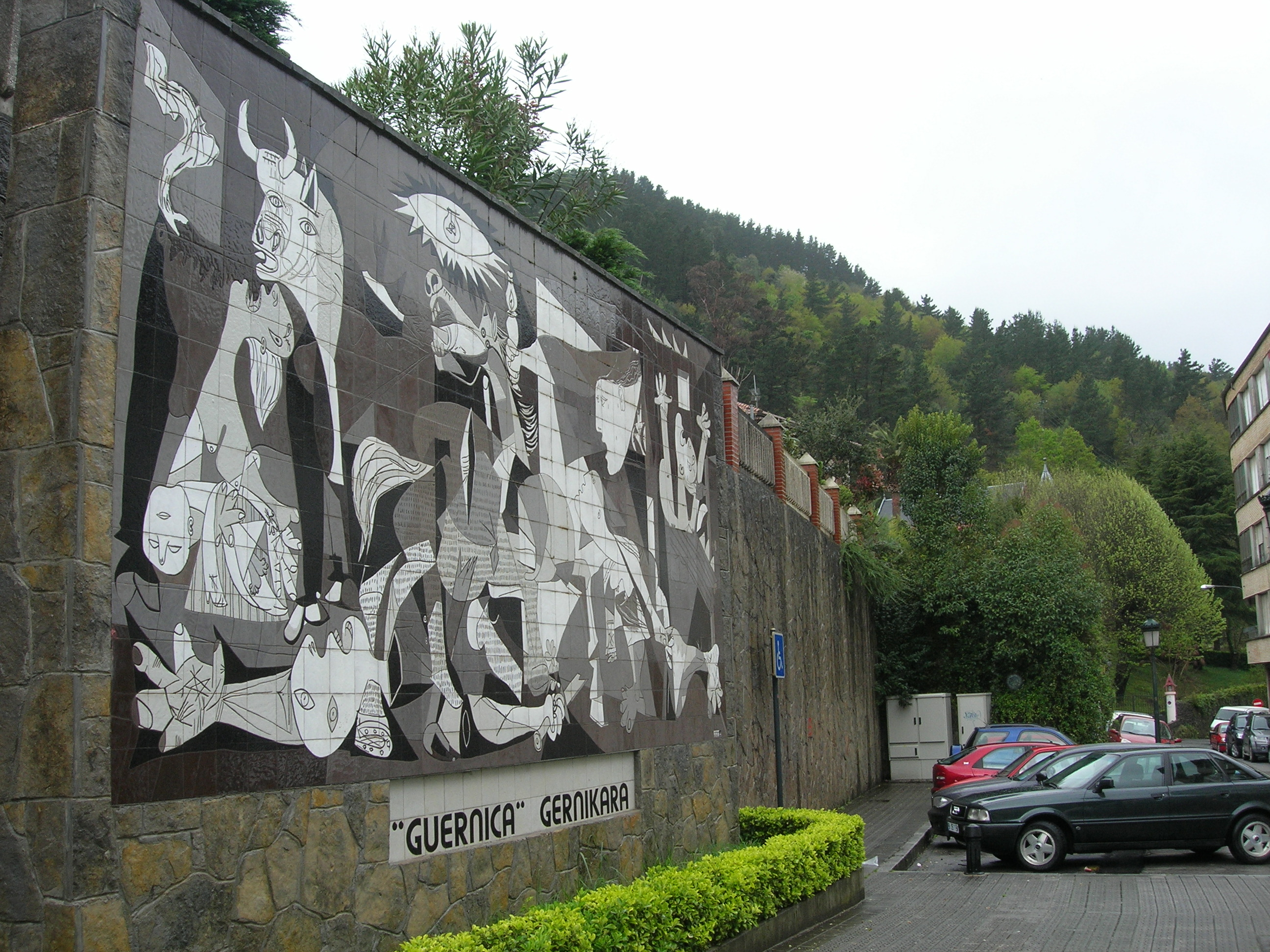
Pablo Picasso Guernica című festménye alapján készült kerámiamozaik

Guernica bombázása a spanyol polgárháború során a törvényes kormány ellen, a lázadók mellett beavatkozó német és olasz „önkéntes erők” által 1937. április 26-án a baszk Guernica város ellen végrehajtott légicsapás volt. Ez volt az egyik legelső jelentős, lakott települést érő és civil áldozatokat követelő légibombázás. A kibontakozó tűzvész hatására a történelmileg fontos település egy része megsemmisült, ami több száz halálos áldozattal járt. A német Condor légió és olasz Legionárius Légierő által elkövetett támadást Rügen hadműveletnek nevezték el. A bombázás kapcsán született meg a Cosmo Gordon Lang canterburyi érsektől származó tömegpusztító fegyver kifejezés. A támadást sokan a világ legelső szőnyegbombázásának tartják. Visszamenőleg a német légierő második világháborús terrorbombázásai főpróbájának tekinthető.

## A bombázás
A támadó légihadtest az összetétele szerint összesen három századnyi, szállítógépből bombázóvá átalakított Ju 52-esből, három század elavult He 51 biplán csatarepülőből, két századnyi He 45 és He 70-es szállító/bombázó gépből, valamint egy He 59 torpedóvetőből és He 60 haditengerészeti biplánból szervezett századból állt. A 100 db repülőgépet és azok 5136 főnyi legénységét Hugo Sperrle irányította. Ebből az erőből 24 repülőgép vett részt Guernica megtámadásában, összesen 22 tonna bombateherrel. Öt kötelékben támadtak 1937. április 26-a délutánján. Az első hullám 16.30-kor 1 db Do 17-es és 1 db He 111-es volt: az előbbi 20 darab 50 kilogrammos bombát dobott le az Oca folyón átívelő Rentería hídra, az utóbbi 6 darab 250 kilogrammos bombát a város pályaudvarára. Ezt követően három olasz Savoia-Marchetti SM.79 gép dobott le 36 darab 50 kilogrammos bombát a hídra, kevés kárt okozva a városban. 16.45 és 18.00 között további három kötelék bombázta a várost. Este 18.30-kor újabb 29 db Ju 52-es repülő bevetésével zárult a művelet – ez a kötelék okozta a legnagyobb károkat a városban.
A légitámadások fő céljai elsősorban katonaiak voltak: a város mellett található köztársasági hadiüzem, az ott állomásozó 2000 köztársasági katona – két baszk zászlóalj –, az Oca folyón átívelő Rentería híd, az ahhoz vezető utak, valamint a város pályaudvara. Ez utóbbiak megsemmisítése a Bilbao felé irányuló visszavonulási út elvágásához volt szükséges.
Hétfőnként piacnap volt a városban, ilyenkor a szokottnál többen tartózkodtak Guernicában. A baszk kormány ugyan betiltotta a nagy piacnapok megtartását, így kérdéses volt, hogy ekkor sor került-e erre, de visszaemlékezők beszámolnak a szokásos piaci napról. A támadás idejére a vásár már véget ért, és az első támadóhullámot követő tízperces szünetben sok, a piacra érkezett környékbeli és helybeli sikeresen elmenekült a városból. Azonban növelte a halottak számát, hogy az utolsó légitámadás során a városból kivezető utakat vadászgépek géppuskázták végig.
A híd és a bevezető utak támadásakor sok bomba lakóépületekre hullott, a város összes épületének kb. a 10%-ában okozva rombolást. Az anyagi kár legnagyobb részét a bombázás nyomán keletkező tűzvész okozta, ami a szél következtében gyorsan terjedt, és a főleg faszerkezetes épületek 2/3-át elpusztította, mielőtt sikerült volna eloltani. A tűz akkora volt, hogy a szomszédos Bilbao tűzoltóinak is segíteniük kellett az oltásban. Az égés során keletkező füst tovább rontotta a repülőgépek navigációs lehetőségeit. Wolfram von Richthofen vezérkari főnök négy nappal később feljegyezte a naplójába, hogy „többé már egyikünk sem tudta felismerni az utak, a hidak és az előváros célpontjait, s csak középre dobott le mindent”.
A bombázás a hadtörténet első terrorbombázása volt, amit aztán a második világháború minden légiereje részéről rengeteg más ilyen művelet követett. Mentegetői ugyanakkor azt állítják, hogy a guernicai bombázás legitim katonai célpontokra és taktikai infrastruktúra lerombolására irányuló hadművelet volt. Az angol bombázóerők főparancsnoka, Sir Arthur Harris még 1947-ben is úgy vélte, hogy közlekedési csomópontokat csak a környező házak lerombolásával lehet lezárni.

## Áldozatok
A támadás idején a városban ötezren éltek, ám a háborús menekültek miatt ekkor 7–10 000 ember tartózkodott Guernicában. A baszk kormány 1645 halálos áldozatról tett jelentést, a korabeli szovjet archívumok 800 főre teszik a halottak számát, ám a modern becslések szerint „legfeljebb” 200–400 ember veszthette életét, Jose Angel Etxanitz, a városi múzeum vezetőjének legújabb kutatásai alapján pedig 126-an haltak meg a támadásban. James S. Corum professzor szerint már csak azért sem hihető a hivatalos áldozati szám, mert az 41 halálos áldozatot jelentene ledobott tonnánként, amely szám az egy évtizeddel későbbi, modernebb technikával végrehajtott drezdai bombázásnál is csak 7,2–10,2 volt. Amögött, hogy a külföldi sajtó jelentősen felnagyította az áldozatok számát, George Steernek, a The Times újságírójának az eseményeket igencsak kiszínező tudósítása érhető tetten.

## Utóélete
Franco kormányzata sosem ismerte el, hogy a várost lebombázták, ehelyett azt terjesztette, hogy azt a visszavonuló anarchisták és kommunisták gyújtották fel. A rendszer 1975-ig tartó fennállása alatt ez volt a hivatalos álláspont, és a bombázásról nem lehetett beszélni. Ez egyébként nem volt minden alapot nélkülöző kitaláció, ugyanis az anarchisták a polgárháború során már korábban is felvetették baszkföldi városok, mint például San Sebastián elpusztítását, hogy a bevonuló nacionalisták csupán romokat találjanak.
Katonai szempontból a spanyol polgárháború tapasztalatai a légierő pusztítóbb alkalmazását tették lehetővé a második világháború során.
A támadás sok művészt megihletett: Pablo Picasso ennek hatására készítette el híres Guernica című festményét, Heinz Kiwitz német művész egy fametszet formájában örökítette meg, és később a polgárháborúban esett el a Nemzetközi Brigádokban harcolva. A bombázás ihlette René Iché francia szobrász legerőszakosabb szobrát, Patrick Ascione első elektroakusztikus zenéjét, René-Louis Baron zeneműként, Paul Éluard pedig költeményként (Victory of Guernica) dolgozta fel. Alain Resnais egyik 1950-es filmje is a Guernica címet viselte.
1997-ben, a bombázás 60. évfordulóján Roman Herzog német elnök bocsánatot kért a támadás túlélőitől, majd egy évvel később a német Bundestag is követte a példáját, és ígéretet tettek arra, hogy a Condor légió tagjairól elnevezett laktanyáknak új nevet keresnek. A helyiek közül sokan sérelmezik, hogy a spanyol kormány azóta sem tett hasonló gesztust a város lakói felé.
Guernica bombázásáról 2016-ban spanyol-brit-amerikai háborús romantikus drámafilm készült Koldo Serra rendezésében, James D'Arcy , María Valverde és Jack Davenport főszereplésével.